# Evangelisch-reformierte Kirche in Nordwestdeutschland
Evangelisch-reformierte Kirche in Nordwestdeutschland war seit 1949 die Bezeichnung der 1882 als Evangelisch-reformirte Kirche der Provinz Hannover gegründeten reformierten Landeskirche mit Sitz in Aurich, seit den 1950er Jahren in Leer (Ostfriesland). Von 1922 bis 1949 führte sie den Namen Evangelisch-reformierte Landeskirche der Provinz Hannover.
1989 vereinigte sie sich mit der Evangelisch-reformierten Kirche in Bayern zur Evangelisch-reformierten Kirche (Synode evangelisch-reformierter Kirchen in Bayern und Nordwestdeutschland). Heute trägt die Landeskirche den Titel Evangelisch-reformierte Kirche. Gemeinsam mit anderen Landeskirchen in Niedersachsen gehörte die Kirche zu den Trägern des Dorfhelferinnenwerks Niedersachsen e. V.

## Geschichte
Die meisten reformierten Kirchengemeinden gehörten im 19. Jahrhundert zum Königreich Hannover, das 1866 eine preußische Provinz wurde. Im Einzelnen gehörten die reformierten Gemeinden der Provinz Hannover vormals zu folgenden früheren Herrschaftsgebieten:
- Fürstentum Ostfriesland
- Grafschaft Bentheim
- Niedergrafschaft Lingen und Stadt Papenburg (reformierte Minderheit inmitten einer katholischen Mehrheit)
- Herzogtum Bremen (reformierte Minderheit inmitten einer lutherischen Mehrheit)
- Grafschaft Plesse

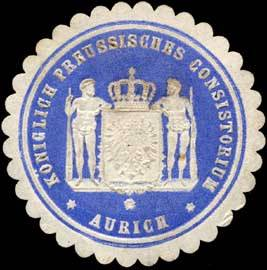
Siegelmarke des Konsistoriums Aurich

Für all diese Gemeinden der Provinz Hannover wurde 1882 eine gemeinsame Synodalordnung erlassen und durch Verfügung des Königs von Preußen das Konsistorium in Aurich als Kirchenbehörde mit kollegialer Verfassung versehen. Damit war die Evangelisch-reformirte Kirche der Provinz Hannover entstanden. Das 1643 gegründete, zunächst rein lutherisch besetzte Konsistorium in Aurich war seit 1766 paritätisch mit Lutheranern und Reformierten besetzt und blieb zugleich Provinzialkonsistorium für die Kirchengemeinden der lutherischen Landeskirche im Nordwesten der Provinz Hannover. In den bis 1850 erworbenen preußischen Provinzen gehörten seit 1817 lutherische, reformierte und die neu entstandenen unierten Kirchengemeinden zu einer Landeskirche. Dies ließ sich innerhalb der Provinz Hannover jedoch nicht realisieren.
In die „Evangelisch-reformirte Kirche der Provinz Hannover“ wurden zunächst die reformierten Gemeinden in Hannover, Hann. Münden, Göttingen, Celle und Bückeburg-Stadthagen (letztere jedoch in Schaumburg-Lippe) nicht aufgenommen. Diese bildeten seit dem 18. Jahrhundert die Niedersächsische Konföderation, eine besondere Vereinigung reformierter Gemeinden, die vor allem aus der hugenottischen Tradition stammen, wozu sich auch die Reformierten in Altona (Provinz Schleswig-Holstein) und Braunschweig (Herzogtum Braunschweig) hielten. Die meisten dieser Gemeinden traten aber später doch noch der Evangelisch-reformierten Kirche bei. Andere bildeten hingegen ab 1928 gemeinsam mit der Evangelisch-reformierten Gemeinde Göttingen und der Evangelisch-reformierten Kirche in Bayern den Bund Evangelisch-reformierter Kirchen Deutschlands. 
Bereits seit 1866 gab es innerhalb der Provinz Hannover ein (lutherisches) Landeskonsistorium in Hannover. Die fünf zuvor schon bestehenden Provinzialkonsistorien (darunter Aurich) wurden jedoch zunächst noch weiter geführt. Bis 1904 wurden alle, außer jenem in Aurich, aufgehoben. Dies lag an der Besonderheit der seit 1766 allmählich entwickelten Parität (reformiert und lutherisch) dieser Verwaltungsbehörde in Aurich.
Oberhaupt der Hannoverschen Provinzialkirchen, also sowohl der lutherischen als auch der reformierten Kirche, war der König von Preußen als summus episcopus. Die geistliche Leitung der reformierten Kirche oblag dem Superintendenten in Aurich.
Nach Gründung der Evangelisch-reformierten Kirche der Provinz Hannover 1882 wurden weitere Gemeinden aufgenommen, und zwar 1886 die unierte Kirchengemeinde Freren/Emsland und 1901 die evangelisch-reformierte Gemeinde Hannovers. Ferner entstanden in jenen Jahren auch neue reformierte Gemeinden, u. a. in Hameln und Hildesheim.
Nach dem Ersten Weltkrieg (Wegfall des Landesherrlichen Kirchenregiments/Summepiskopats) wurden beide Landeskirchen der Provinz Hannover selbständig, indem sie 1922 eigene Verfassungen erhielten. Seit 1922 war die Landeskirche Mitglied im Deutschen Evangelischen Kirchenbund. Das paritätisch besetzte Konsistorium in Aurich wurde in ein reformiertes Konsistorium umgewandelt und das Landeskonsistorium in Hannover wurde nunmehr für alle lutherischen Gemeinden innerhalb der Provinz Hannover zuständig. Die Verfassung der evangelisch-reformierten Kirche trat jedoch erst 1925 endgültig in Kraft. Die von Aurich aus verwaltete Kirche nannte sich nunmehr Evangelisch-reformierte Landeskirche der Provinz Hannover. Das Konsistorium in Aurich wurde zum „Landeskirchenrat“. 
In der Folgezeit wurden weitere Gemeinden in die Kirche aufgenommen: Bereits 1923 traten die reformierten Gemeinden Altona, Celle und Hannoversch-Münden der Kirche bei. Das Gebiet der Landeskirche reichte damit (mit Altona) erstmals über die Grenzen der Provinz Hannover hinaus.
1927 folgte die reformierte Gemeinde Lübeck und 1937 die reformierten Gemeinden in Rinteln und Möllenbeck, die zuvor zur Evangelischen Kirche von Kurhessen-Waldeck gehört hatten. 
Obwohl Hannover-reformiert zu den so genannten „intakten Landeskirchen“ während der NS-Zeit zählte, gab es ein heftiges Ringen innerhalb der Kirche um den rechten Kurs gegenüber dem NS-Staat, der von der Masse der Kirchenglieder 1933 begrüßt wurde. Auch traten 1933 viele reformierte Pastoren den nationalsozialistischen Deutschen Christen (DC) bei. Die meisten verließen diese indes nach der Berliner Sportpalast-Kundgebung der DC im November 1933, auf der das Alte Testament als jüdische Schrift verworfen wurde. 
In der Folgezeit kam es zu heftigen Auseinandersetzungen innerhalb der Kirche zwischen den Anhängern der DC, dem staatsnahen und beschwichtigenden Kurs der Auricher Kirchenleitung und den Bekenntnispastoren, unter denen Friedrich Middendorff aus Schüttorf, Reinhard Smidt aus Hameln oder Hermann Steen aus Holthusen hervorzuheben sind. Erst seit wenigen Jahren werden verstärkt Forschungen zur Haltung der reformierten Kirche zum Nationalsozialismus unternommen, mit teilweise bemerkenswerten neuen Ergebnissen (z. B. Weßels 2002; Herrenbrück 2006; Lekebusch 2006; Lensing 2008/2009).
Ab 1949, infolge des Aufgehens der Provinz Hannover in Niedersachsen und der damaligen Verbreitung der Mitgliedsgemeinden, nannte sich die Landeskirche, den neuen Verhältnissen entsprechend, Evangelisch-reformierte Kirche in Nordwestdeutschland. Sie wurde Gründungsmitglied der Evangelischen Kirche in Deutschland (EKD).
Im Jahr 1951 schloss sich die Stuttgarter reformierte Gemeinde an, die vorher zeitweise zur Evangelischen Landeskirche in Württemberg gehört hatte. In den 1950er Jahren zog die Kirchenleitung wegen der besseren Verkehrsanbindung (Bahnanschluss) von Aurich nach Leer (Ostfriesland) um. 1959 gab sich die Evangelisch-reformierte Kirche in Nordwestdeutschland eine neue Verfassung, die inhaltlich aber im Wesentlichen die alte Verfassung von 1922 bestätigte.
1989 trat die reformierte Kirche Bayerns aus dem Bund Evangelisch-reformierter Kirchen Deutschlands wieder aus und schloss sich mit der Evangelisch-reformierten Kirche in Nordwestdeutschland zur Evangelisch-reformierten Kirche (Bayern und Nordwestdeutschland) zusammen.

## Leitungsämter

### Kirchenpräsidenten
Die Gesamtvertretung nach außen lag bei den Kirchenpräsidenten, die zugleich dem  Landeskirchentag (der Synode) vorstanden. 
- 1925–1931: Johann Nikolaus Ditzen, Kirchenpräsident
- 1931–1946: Johannes Theodor Horn, Kirchenpräsident
- 1946–1953: Friedrich Middendorff, Kirchenpräsident
- 1953–1965: Wilhelm Buitkamp, Kirchenpräsident
- 1965–1972: Udo Heinrich Kruse, Kirchenpräsident
- 1973–1977: Peter Petersen, Kirchenpräsident
- 1977–1999: Hinnerk Schröder, Kirchenpräsident, ab 1989 Präses der Gesamtsynode

### Generalsuperintendenten bzw. Landessuperintendenten
Die geistliche Leitung der Kirche lag bei den Generalsuperintendenten, die ab 1925 Landessuperintendenten hießen. 
- 1866–1903: Petrus Georg Bartels, Generalsuperintendent
- 1903–1918: Hermann Wilhelm Müller, Generalsuperintendent
- 1918–1927: Gerhard Cöper, Landessuperintendent
- 1927–1951: Walter Hollweg, Landessuperintendent
- 1951–1963: Walter Herrenbrück senior, Landessuperintendent
- 1963–1987: Gerhard Nordholt, Landessuperintendent
- 1987–1989: Walter Herrenbrück junior, Landessuperintendent, in gleicher Funktion weiter bis 2004 für die Evangelisch-reformierte Kirche in Bayern und Nordwestdeutschland

### Präsidenten des Landeskirchenrats
Die Verwaltungsleitung der Kirche lag bei den Konsistorialpräsidenten, die später Präsidenten des Landeskirchenrats hießen. 
- 1904–1925: Linnko Oderhoff, Präsident des Konsistoriums in Aurich
- 1925–1937: Otto Koopmann, Präsident des Konsistoriums in Aurich
- 1939–1946: Landessuperintendent Walter Hollweg (in Personalunion)
- 1946–1958: Berthold Fokken, Präsident des Landeskirchenrats
- 1958–1959: Landessuperintendent Herrenbrück sen., kommissarisch
- 1959–1969: Hans Gernot Dan, Präsident des Landeskirchenrats
- 1969–1989: Winfried Stolz, Präsident des Landeskirchenrats, 1989–1994 als Präsident des Synodalrats der Evangelisch-reformierten Kirche in Bayern und Nordwestdeutschland